# Palais d'Abrantes (Grenade)
 (décembre 2016).
Le palais d'Abrantes ou palais du duc d'Abrantes se situe dans la ville de Grenade, Communauté autonome de la province espagnole d’Andalousie.
Cet édifice date du XVIe siècle. L'archéologue Manuel Gómez-Moreno évoque la possibilité qu'il existait auparavant un palais arabe. Il a été restauré au XIXe siècle.

## Historique
Le palais d'Abrantes est un bâtiment du début du XVIe siècle. La façade principale est d’ailleurs d’époque tout comme l'escalier et les plafonds à caissons dans le hall principal, aujourd’hui cachés par des boiseries. Ce sont les derniers vestiges de la conception originale du bâtiment qui a connu au XIXe une importante rénovation. Selon Gomez-Moreno, le bâtiment possédait une cour centrale et des galeries avec des colonnes gothiques en pierre de taille, des toits avec découpages de style gothique et mauresque et des colonnes provenant d’édifices arabes dans les couloirs dont quatre seulement sont conservées aujourd’hui.
Les promoteurs du palais devaient être Don Antonio de Bobadilla et Peñalosa, fils de l'un des vainqueurs de Grenade, Francisco Peñalosa, qui a hérité des seigneuries de Pinos et Beas et le Duc de Abrantès.
Le monument à l'origine devait être un palais gothique et mauresque. De ces styles, seul le portail gothique et plusieurs parties des toits ont été conservés;  Également présentes les armures de l'escalier et du salon d’entrée, ultérieurement recouverts d’un revêtement en plâtre. Les transformations qui ont eu lieu au XIXe siècle ont donné au bâtiment un style historiciste, en accord avec les goûts esthétiques de cette période. S’y mélangent des éléments néo-mauresque notamment dans la décoration des voûtes du vestibule et autres éléments néo Renaissance dans la décoration des chambres à l'étage.

## Description
Le bâtiment est composé d’un rez-de-chaussée, d’un étage et d’une tour. Il est situé au sein d’un grand quartier du centre de Grenade. L'espace qu’il y occupe suit un tracé irrégulier aux dimensions réduites à une seule façade principale faisant face à la petite place de Tovar. Les murs latéraux sont contigus aux autres bâtiments et le bâtiment possède un patio très lumineux à l’exact opposé de la façade principale.
À l'origine, le schéma du bâtiment devait comprendre un hall donnant sur une cour péristyle avec un escalier latéral et une galerie à l’étage, mais de ce plan originel il ne reste presque rien, sans doute à la suite de changements intervenus au XIXe siècle, sauf les murs porteurs, l’escalier, les plafonds à caissons et la façade.
Le palais possède deux étages, rez-de-chaussée et premier. On y accède par un vestibule qui donne sur deux pièces latérales que l’on rejoint par deux embrasures de portes identiques en bois rectangulaires décorées de jonquilles entrelacées, Les deux pièces ont un plafond (soffite) double sans décorations.
L'escalier à trois tronçons est recouvert d'armures décorées de motifs d'arcs et de nœuds, motifs présents également sur le plafond. Les revêtements de l’édifice sont faits de tuiles en céramique, formant un ensemble compact où seule la tour se dresse, dans une harmonie  parfaite avec le reste de la construction.
La façade extérieure est structurée en deux plans. Si on la contemple, on voit, à l'étage, des fenêtres verticales rectangulaires avec des grilles et une frise d'arcs sur la partie supérieure. Sur la gauche, on trouve l'entrée principale, en  pierre, avec baie rectangulaire encadrée par deux arcs en plein cintre qui se chevauchent en accolade flanqués de pinacles, tandis que, de chaque côté sont placés les écus de la famille Bobadilla à gauche et Penalosa, à droite.  
L'ensemble est complété par deux pilastres gothiques. 
À l'étage se trouvent des balcons ; le plus imposant d'entre eux domine la porte centrale avec ses jambages,  linteau et moulures. L'ensemble est surmonté d'une corniche de briques rouges formant des encorbellements plats.  

## Source
- Institut Andalou du patrimoine historique